# Nate Mendel

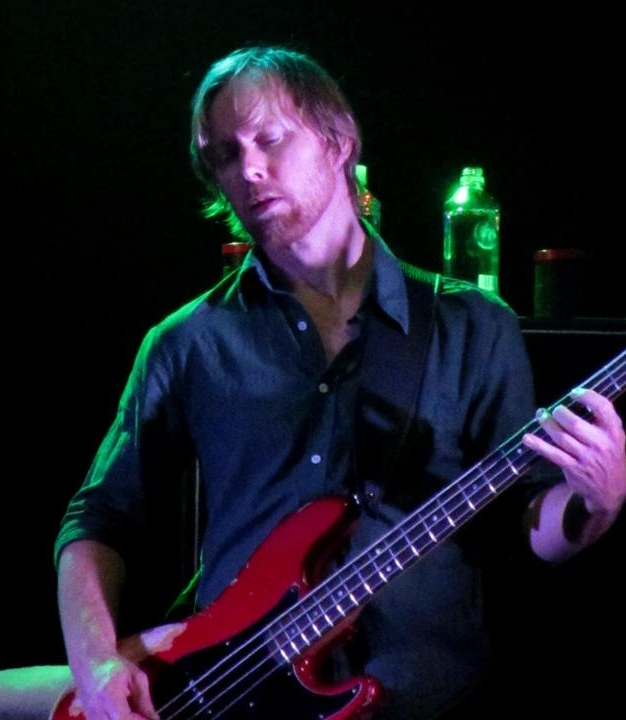
Nate Mendel

Nate Mendel (Richland, 2 december 1968) is de bassist van de Amerikaanse bands Foo Fighters, The Jealous Sound en Sunny Day Real Estate.
Mendel begon zijn carrière toen hij samen met Dan Hoerner en William Goldsmith de band Sunny Day Real Estate oprichtte. In 1995 werd Mendel bassist van de Foo Fighters. Dit nadat Sunny Day Real Estate uiteen was gevallen. In 1997 kwam Sunny Day Real Estate weer bij elkaar, maar Mendel bleef de Foo Fighters trouw. 
In 2003 werkte hij, samen met Jeremy Enigk en William Goldsmith, mee aan het debuutalbum van The Fire Theft. In 2005 speelde Mendel een bijrol in de onafhankelijke film Our Burden Is Light. Sinds 2009 speelt Sunny Day Real Estate weer in de oude bezetting, dus met Mendel in de gelederen. 
Mendel heeft samen met zijn ex-vrouw een zoon en woont in Seattle.
- Gemeinsame Normdatei: 1069222488
- International Standard Name Identifier: 0000 0000 7133 0884
- Library of Congress Control Number: no2013039049
- MusicBrainz: ba510f8c-f19d-41a2-921a-53afd27cfcbd
- Nationale Bibliotheek van Tsjechië: xx0102500
- Nationale Bibliotheek van Polen: a0000003681372
- Virtual International Authority File: 100864065
- WorldCat: E39PBJwRP7GwBWYKyHJCvc4Qbd